# Argiope sector
Argiope sector är en spindelart som först beskrevs av Peter Forsskål 1776.  Argiope sector ingår i släktet Argiope och familjen hjulspindlar. Inga underarter finns listade i Catalogue of Life.